# Mecodina amboinica
Mecodina amboinica là một loài bướm đêm trong họ Erebidae.